# 熊野神社 (館林市堀工町)
熊野神社（くまのじんじゃ）は、群馬県館林市の神社。

## 歴史
創建年代は不明である。ただ館林藩が編纂した幕末の地誌『封内経界図誌』に記載されていることから、その頃には既に存在していたものと推測される。
1872年（明治5年）、近代社格制度に基づく「村社」に列せられ、1908年（明治41年）の神社合祀により、近くの3社（摂末社含む）が合祀された。1922年（大正11年）に「神饌幣帛料供進神社」に指定された。
現在、1月15日に近い日曜日に、近くの堀工町ふれあい広場において、「堀工町のどんど焼き」が執り行われている。元々は当社の神事として行われていたものである。

## 交通アクセス
- 茂林寺前駅より徒歩18分。